# Riflesso oculo-cardiaco
Il riflesso oculo-cardiaco (o riflesso di Aschner-Dagnini), spesso abbreviato in OCR (dall'inglese oculocardiac reflex), consiste in un rallentamento della frequenza cardiaca indotto da una leggera pressione sui bulbi oculari. A differenza del riflesso trigemino-cardiaco, di origine simile, l'OCR non è associato a ipotensione arteriosa. 

## Meccanismo
L'impulso sensitivo nasce dal nervo oftalmico e viaggia fino ai nuclei sensitivi del nervo trigemino posti nel tronco encefalico. Qui si stabilisce una connessione sinaptica col nucleo motore dorsale del vago, causando l'attivazione del nervo vago stesso e inducendo, quindi, la bradicardia.
La durata della stimolazione necessaria per suscitare il riflesso è di circa 15-20 secondi; tuttavia, il tempo necessario per raggiungere la frequenza cardiaca minima diminuisce all'aumentare della tensione applicata. Se stimolato ripetutamente, il riflesso va incontro a una riduzione di intensità. La frequenza cardiaca iniziale di base non ha alcuna influenza sull'incidenza del riflesso. Tuttavia, l'OCR si verifica in modo più pronunciato nei bambini; ciò è attribuito al tono vagale a riposo più elevato. Inoltre, Fry e Parker (1978) hanno riferito che queste risposte si verificano più frequentemente nei pazienti con occhi marroni o nocciola rispetto ai pazienti con occhi blu o grigi.
Un altro effetto coinvolge la deglutizione, nota per provocare tachicardia passeggera nei soggetti umani. Durante l'immersione o l'applicazione di una pressione oculare, la deglutizione riduce la bradicardia riflessa evocata da questi interventi.

## Storia
Il riflesso fu scoperto indipendentemente da Bernard Aschner e Giuseppe Dagnini già nel 1908.

## Trattamento
Il riflesso oculo-cardiaco può essere bloccato mediante iniezione endovenosa di un antagonista muscarinico dell'acetilcolina (ACh), come l'atropina o il glicopirrolato.